# Rock of Ages (2012)
Rock of Ages is een Amerikaanse muziekfilm uit 2012, geregisseerd door Adam Shankman en gebaseerd op de gelijknamige  jukeboxmusical uit 2005 van Chris D'Arienzo.

## Verhaal
Het verhaal speelt zich af in 1987. De jonge vrouw Sherrie reist naar Hollywood voor een carrière als zangeres. Ze ontmoet daar Drew die gepassioneerd is door rock. Samen proberen ze hun dromen waar te maken. Maar het realiseren van hun dromen is moeilijker dan ze denken. Hun leven wordt al snel ontsierd door uitgebrande rocksterren en een burgemeester wiens vrouw rockmuziek wil verbieden.

## Rolverdeling
| Acteur               | Personage           |
| -------------------- | ------------------- |
| Julianne Hough       | Sherrie Christian   |
| Diego Boneta         | Drew Boley          |
| Russell Brand        | Lonny Barnett       |
| Paul Giamatti        | Paul Gill           |
| Catherine Zeta-Jones | Patricia Whitmore   |
| Malin Åkerman        | Constance Sack      |
| Mary J. Blige        | Justice Charlier    |
| Alec Baldwin         | Dennis Dupree       |
| Tom Cruise           | Stacee Jaxx         |
| Bryan Cranston       | Mayor Mike Whitmore |
| Will Forte           | Mitch Miley         |

## Soundtrack
De soundtrack werd uitgebracht op 5 juni 2012. Het kwam binnen op nummer 15 in de Billboard 200 en piekte op nummer 5 op die lijst in zijn derde week. In 2012 waren 267.000 exemplaren verkocht in de Verenigde Staten, waarmee het op een na best verkochte soundtrackalbum van het jaar was. Vanaf mei 2013 zijn er 320.000 exemplaren van verkocht.
| #  | Titel                                                                 | Uitgevoerd door                                                                                             | Originele artiest                                                          |
| -- | --------------------------------------------------------------------- | --- | -------------------------------------------------------------------------- |
| 1  | "Paradise City"                                                       | Tom Cruise                                                                                                  | Guns N' Roses                                                              |
| 2  | "Sister Christian" / "Just Like Paradise" / "Nothin' but a Good Time" | Julianne Hough, Diego Boneta, Russell Brand & Alec Baldwin                                                  | Night Ranger / David Lee Roth / Poison                                     |
| 3  | "Juke Box Hero" / "I Love Rock 'n' Roll"                              | Diego Boneta, Alec Baldwin, Russell Brand & Julianne Hough                                                  | Foreigner / The Arrows (later gecoverd door Joan Jett and the Blackhearts) |
| 4  | "Hit Me with Your Best Shot"                                          | Catherine Zeta-Jones                                                                                        | Pat Benatar                                                                |
| 5  | "Waiting for a Girl (Boy) Like You"                                   | Diego Boneta & Julianne Hough                                                                               | Foreigner                                                                  |
| 6  | "More Than Words" / "Heaven"                                          | Julianne Hough & Diego Boneta                                                                               | Extreme / Warrant                                                          |
| 7  | "Wanted Dead or Alive"                                                | Tom Cruise & Julianne Hough                                                                                 | Bon Jovi                                                                   |
| 8  | "I Want to Know What Love Is"                                         | Tom Cruise & Malin Åkerman                                                                                  | Foreigner                                                                  |
| 9  | "I Wanna Rock"                                                        | Diego Boneta                                                                                                | Twisted Sister                                                             |
| 10 | "Pour Some Sugar on Me"                                               | Tom Cruise                                                                                                  | Def Leppard                                                                |
| 11 | "Harden My Heart"                                                     | Julianne Hough & Mary J. Blige                                                                              | Quarterflash                                                               |
| 12 | "Shadows of the Night" / "Harden My Heart"                            | Mary J. Blige & Julianne Hough                                                                              | Pat Benatar / Quarterflash                                                 |
| 13 | "Here I Go Again"                                                     | Diego Boneta, Paul Giamatti, Julianne Hough, Mary J. Blige & Tom Cruise                                     | Whitesnake                                                                 |
| 14 | "Can't Fight This Feeling"                                            | Russell Brand & Alec Baldwin                                                                                | REO Speedwagon                                                             |
| 15 | "Any Way You Want It"                                                 | Mary J. Blige, Constantine Maroulis & Julianne Hough                                                        | Journey                                                                    |
| 16 | "Undercover Love"                                                     | Diego Boneta                                                                                                | The Zee Guys                                                               |
| 17 | "Every Rose Has Its Thorn"                                            | Julianne Hough, Diego Boneta, Tom Cruise & Mary J. Blige                                                    | Poison                                                                     |
| 18 | "Rock You Like a Hurricane"                                           | Julianne Hough & Tom Cruise                                                                                 | Scorpions                                                                  |
| 19 | "We Built This City" / "We're Not Gonna Take It"                      | Russell Brand & Catherine Zeta-Jones                                                                        | Starship / Twisted Sister                                                  |
| 20 | "Don't Stop Believin'"                                                | Julianne Hough, Diego Boneta, Tom Cruise, Alec Baldwin, Russell Brand, Mary J. Blige & Catherine Zeta-Jones | Journey                                                                    |

## Ontvangst
De film ontving op Rotten Tomatoes 42% goede reviews, gebaseerd op 228 beoordelingen. Op Metacritic werd de film beoordeeld met een metascore van 47/100, gebaseerd op 42 critici.

## Prijzen en nominaties
De belangrijkste:
| Jaar | Prijs                | Categorie                                    | Genomineerde(n)           | Uitslag     |
| ---- | -------------------- | -------------------------------------------- | ------------------------- | ----------- |
| 2012 | Golden Trailer Award | Beste komedietrailer                         | Warner Bros.              | Genomineerd |
| 2013 | Grammy Award         | Best Compilation Soundtrack for Visual Media | Adam Anders & Peer Astrom | Genomineerd |